# Matthias Oesterreich
Matthias Oesterreich ou Mathias Oesterreich, né en 1716 et mort à Berlin le 19 mars 1778, est un peintre, dessinateur et graveur allemand. Il a été directeur de la galerie de peintures du palais de Sanssouci à Potsdam sous le règne de Frédéric II.

## Biographie
Matthias Oesterreich est vraisemblablement né à Hambourg en 1716. Il séjourne à Dresde de 1741 à 1757, tout en effectuant des voyages en Italie de 1745 à 1749 ; il étudie à Dresde le dessin auprès de Giovanni Battista Grone et en 1751 entre au Cabinet d’estampes de cette ville ; en 1755, il est nommé sous-inspecteur de la galerie de peintures située dans le Semperbau du palais Zwinger. En raison de son expertise, il est chargé par des personnes privées de réaliser le catalogue de leurs collections, tels que celles du marchand d'art Daniel Stenglin en 1763.
En 1757, Oesterreich s'installe à Potsdam et est nommé directeur de la galerie de peintures du palais de Sanssouci ; il publie la description des collections de la galerie et du cabinet de gravures en 1764 en allemand ; une traduction en français en est publiée en 1773.
En tant que graveur, il réalise un certain nombre de gravures sur cuivre ; les plus notables sont celles réalisées d'après les caricatures de Pier Leone Ghezzi, des dessins pris sur le vif de personnages divers à Rome (prélats, artistes, nobles, visiteurs étrangers).

## Œuvres

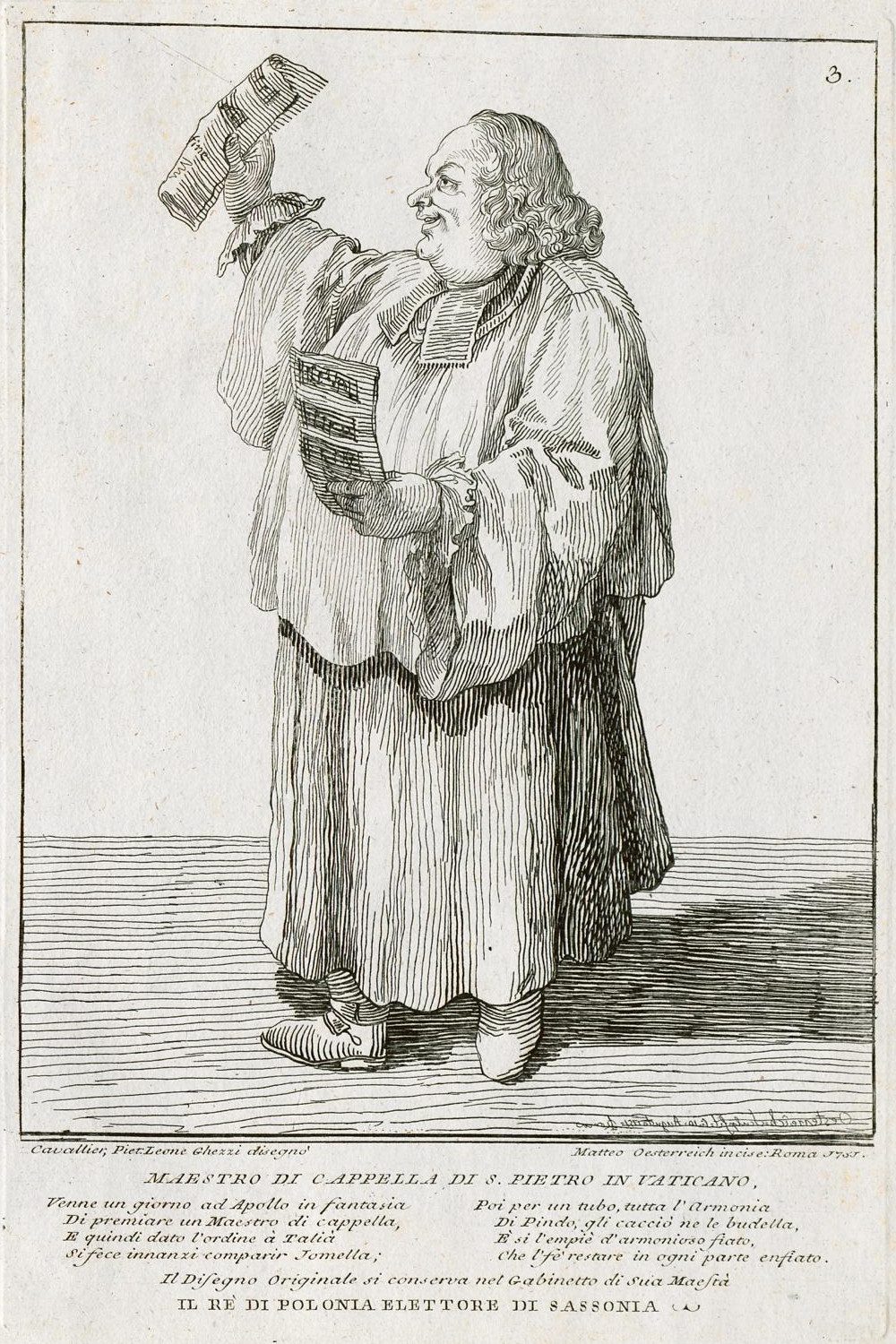
Le compositeur Niccolò Jommelli, gravure d'après un dessin de Pier Leone Ghezzi.

### Recueils de gravures
- Recueil de quelques dessins de plusieurs habiles maîtres, tirés du cabinet du comte de Bruhl, Dresde, 1752 : recueil de 40 gravures d'après des dessins de François Boitard, Simone Cantarini, la Hire, Andrea Procaccini, Raphaël.
- Raccolta de vari disegni dell cavalliero Pietro Leone Ghezzi Romano è di Giovann Battista Internari Romano e di alcuni altri maestri incise in rame da Matteo Oesterreich, Hambourghese, Potsdam, 1766, 44 ff., in-folio Lire en ligne.

### Monographies
- (de) Beschreibung aller Seltenheiten der Kunst und übrigen Alterthümer, besonders an Statüen in dem Königl. Lust-Schlosse Charlottenburg, bey der Residenz-Stadt Berlin, Berlin, Winter, 1768, 45 f. Lire en ligne.
- (de) Beschreibung der Königlichen Bildergallerie und des Kabinets im SansSouci, Potsdam, 1764 en ligne ; seconde édition en 1770 Lire en ligne ; édition en français en 1773 : Description de tout l'intérieur des deux palais de Sans-Souci, de ceux de Potsdam, et de Charlottenbourg: contenant l'explication de tous les tableaux comme aussi des antiquités Lire en ligne.
- Description et explication des groupes, statues, bustes & demi-bustes, bas-reliefs ... qui forment la collection de S. M. le roi de Prusse, Berlin, G. J. Decker, 1774.